# 卵圆阿布蛤
卵圆阿布蛤（学名：Abrina kinoshitai），是帘蛤目唱片蛤科阿布蛤属的一种。主要分布于韩国、中国大陆，常栖息在潮下带50－60米。